# Ali MacGraw

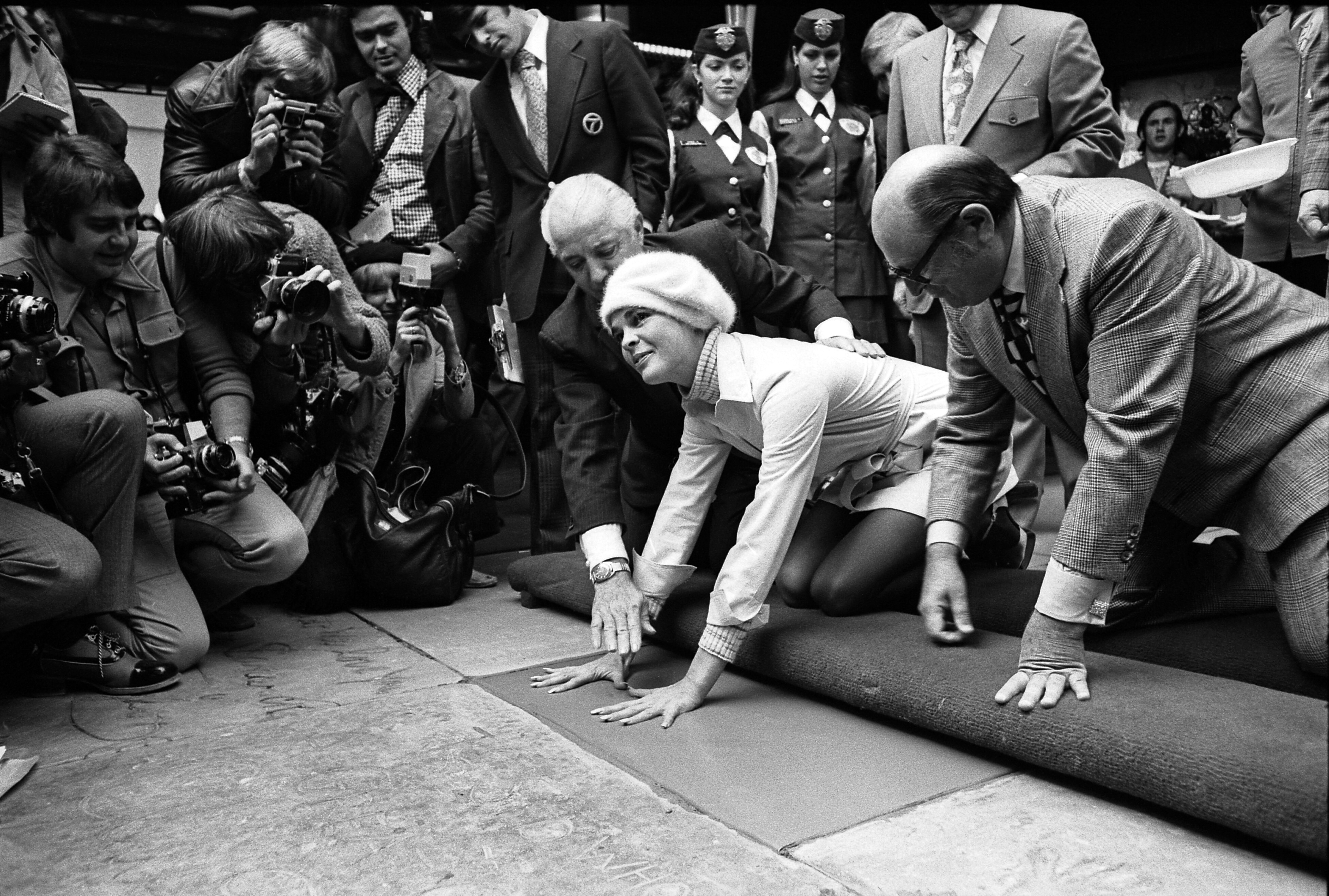
Ali MacGraw beim Platzieren ihrer Handabdrücke vor Grauman’s Chinese Theatre (1972)

Ali MacGraw (* 1. April 1939 in Pound Ridge, New York; eigentlich Elizabeth Alice MacGraw) ist eine US-amerikanische Filmschauspielerin, die durch ihre Hauptrolle in dem Liebesfilm Love Story (1970) weltweit bekannt wurde.

## Leben

### Schauspielkarriere
Ali MacGraw entstammt einer wohlhabenden Familie; ihr Vater war Besitzer einer Tankstellen-Kette, ihre Mutter Künstlerin. 1957 wurde sie in Atlantic City, wo sie während ihrer College-Zeit jobbte, zur schönsten Hotelkellnerin der Saison gewählt. Sie studierte Kunstgeschichte und Literatur am Wellesley College und arbeitete ab 1960 als Foto-Assistentin bei der Modezeitschrift Harper’s Bazaar, aber auch als Stylistin und Innenarchitektin. Schließlich wurde sie als Fotomodell entdeckt und kam 1968 zum Film. Gleich in ihrem ersten Streifen, Der schnellste Weg zum Jenseits (Regie: David Lowell Rich) spielte sie in einer kleinen Rolle an der Seite von Weltstar Kirk Douglas; der Film war allerdings ein Flop.
1969 wurde MacGraw durch ihre Rolle in der Komödie Zum Teufel mit der Unschuld (Regie: Larry Peerce) einem größeren Publikum bekannt und gewann einen Golden Globe als Beste Nachwuchsdarstellerin.  Mit ihren glatten, langen schwarzen Haaren und ihrem kaum geschminkten, natürlich wirkenden Gesicht galt Ali MacGraw Ende der 1960er, Anfang der 1970er Jahre in den USA als neuer Typ des „unverbrauchten College-Girls“. Ihr damaliger Ehemann Robert Evans, der in Hollywood ihr Mentor war, baute MacGraw mit dem Melodram Love Story (1970, Regie: Arthur Hiller) zum Star auf. Sie spielte darin eine Studentin, die sich in einen Kommilitonen (Ryan O’Neal) verliebt und schließlich an einer Blutkrankheit stirbt. Love Story traf den Zeitgeist und wurde mit einem Einspielergebnis von über 100 Millionen Dollar zu einem der größten Filmerfolge der frühen 1970er Jahre. MacGraw erhielt Auszeichnungen als schlechteste Schauspielerin (Harvard Lampoon’s Worst Actress of the Year, 1970 und 1972), gewann aber auch einen weiteren Golden Globe (von insgesamt drei in ihrer Karriere) und wurde für einen Oscar nominiert. In Deutschland, wo sie nach Love Story zu den populärsten Schauspielerinnen zählte, erhielt sie bis 1973 in der Leserwahl dreimal den Bravo Otto der Jugendzeitschrift BRAVO.
Sie drehte in den 1970er Jahren weitere Filme: Jeweils unter der Regie von Sam Peckinpah 1972 das Gangster-Roadmovie Getaway mit Steve McQueen und 1978 Convoy, einem Actionfilm im Truckermilieu an der Seite von Kris Kristofferson. 1979 folgte das wenig erfolgreiche Tennis-Opus Spiel mit der Liebe (Regie: Anthony Harvey) mit u. a. Maximilian Schell und ein Jahr später der Flop Sag mir, was du willst (Regie: Sidney Lumet) mit Altstar Myrna Loy. Damit war MacGraws Filmkarriere in Hollywood beendet.
Im Fernsehen blieb sie präsent. Sie spielte Haupt- und Nebenrollen vor allem in Thrillern, aber auch in Serien. 1985 war MacGraw für eine Staffel in der Fernsehserie Der Denver-Clan als Lady Ashley Mitchell zu sehen. Ihre Hoffnung auf eine Fortsetzung der Rolle auch in der nächsten Staffel wurde von Aaron Spelling zunichtegemacht; sie musste in der Erfolgsserie den Serientod sterben. 1993 spielte sie Uncle Jane Merkel in der Serien-Fortsetzung Rauchende Colts: Der lange Ritt (Gunsmoke: The Long Ride) neben James Arness als Matt Dillon und James Brolin. 1997 war sie (Stand 2021) letztmals im Kino zu sehen, sie hatte einen Auftritt in einer Regiearbeit ihres Sohnes Joshua Evans: Glam, gedacht als Satire auf den Hollywood-Betrieb; der Film wurde von der Kritik verrissen.
2006 debütierte MacGraw in der Rolle der Else in einer Bühnen-Adaption von Thomas Vinterbergs Film Festen am Broadway. 2015 und 2016 waren sie und Ryan O’Neal mit A. R. Gurneys Zwei-Personen-Stück Love Letters in den USA auf Tournee.

### Privates
1960 heiratete sie Robin Martin Hoen, die Ehe wurde nach zwei Jahren geschieden. Am 24. Oktober 1969 heiratete sie den Filmproduzenten Robert Evans. Anfang 1971 wurde MacGraws und Evans gemeinsamer Sohn Joshua geboren, der später ebenfalls im Filmgeschäft tätig wurde. Nach ihrer Scheidung von Evans 1972 heiratete sie 1973 Steve McQueen, mit dem sie Getaway gedreht hatte. 1978 wurde auch diese Ehe geschieden.
Nach einem Aufenthalt im Betty Ford Center für Suchtkranke lebte MacGraw in den 1980er Jahren als Innenarchitektin in Malibu, wo sie Häuser ihrer ehemaligen Kollegen beim Film, u. a. das von Nick Nolte und Faye Dunaway, neu gestaltete. Während dieser Zeit lebte sie in einer Hütte am Strand. Sie verfasste eine Autobiografie mit dem Titel Moving Pictures. Später wandte sie sich Esoterik und Yoga zu und veröffentlichte 1994 mit dem Yogalehrer Erich Schiffmann ein Yoga-Video.
1991 wurde sie von der Zeitschrift People in eine Liste der 50 schönsten Menschen weltweit aufgenommen. Im Februar 2021 erhielt sie einen Stern auf dem Hollywood Walk of Fame in der Kategorie Film.
Ali MacGraw lebt heute in New Mexico.

## Filmografie
- 1968: Der schnellste Weg zum Jenseits (A Lovely Way to Die)
- 1969: Zum Teufel mit der Unschuld (Goodbye, Columbus)
- 1970: Love Story
- 1972: Getaway (The Getaway)
- 1978: Convoy
- 1979: Spiel mit der Liebe (Players)
- 1980: Sag mir, was du willst (Just Tell Me What You Want)
- 1983: Der Feuersturm (Winds of War, Fernseh-Siebenteiler)
- 1983: Das Drogen-Syndikat (China Rose, Fernsehfilm)
- 1985: Der Denver-Clan (Dynasty, Fernsehserie, 13 Folgen)
- 1985: Mörder-Elite (Murder Elite)
- 1992: Segeltour des Grauens (Survive the Savage Sea, Fernsehfilm)
- 1993: Rauchende Colts: Der lange Ritt (Gunsmoke: The Long Ride, Fernsehfilm)
- 1994: Tod in Bangkok (Natural Causes)
- 1994: Ali MacGraw: Yoga (auch Produzentin, Videofilm)
- 1997: Glam